# Deszatnik Péter
Deszatnik Péter (Sátoraljaújhely, 1966. július 21. –) magyar labdarúgó, csatár.

## Pályafutása
Sátoraljaújhelyen született, egyéves korától élt Kazincbarcikán. 1984-ben érettségizett a kazincbarcikai Ságvári Endre Gimnáziumban.
A Ferencváros csapatában mutatkozott az élvonalban 1991. augusztus 24-én a Vác ellen, ahol csapata 1–1-es döntetlent ért el. 1991 és 1993 között 29 bajnoki mérkőzésen szerepelt és négy gólt szerzett. Egy-egy bajnoki címet és magyar kupa-győzelmet szerzett a csapattal. A magyar kupa 1991/1992-es kiírásában az FTC legeredményesebb góllövőjének bizonyult. Nemzetközi színtéren is bemutatkozott, a Levszki Szófia elleni hazai visszavágón (4:1) a Ferencváros harmadik gólját ő szerezte. Utolsó élvonalbeli mérkőzésen a Nyíregyházát 2–1-re győzte le csapata.

## Sikerei, díjai

### Magyar bajnokság
- bajnok: 1991–1992
- 3.: 1992–1993

### Magyar kupa
- győztes: 1993

### Magyar szuperkupa
- győztes: 1993
- döntős: 1992